# Aphaniosoma piligerum
Aphaniosoma piligerum är en tvåvingeart som beskrevs av Ebejer 1998. Aphaniosoma piligerum ingår i släktet Aphaniosoma och familjen gulflugor. Inga underarter finns listade i Catalogue of Life.